# Ann Wall
Ann Birgit Margareta Wall, ogift Regnér, född 10 september 1933 i Oscars församling i Stockholm, är en svensk företagsledare. 
Hon blev 1979 VD för Svenskt Tenn som under hennes ledarskap genomgick en större modernisering. Hon innehade VD-posten i 20 år. Beijerstiftelsen instiftade efter att hon 1999 lämnat posten ett designpris Ann Walls Designstipendium i hennes namn.
Ann Wall är dotter till kamrer Einar Regnér och Margareta Frick. Hon var 1958–1980 gift med företagsledaren Anders Wall (född 1931), med vilken hon fick sonen Johan Wall (född 1964) och en dotter (född 1969).